# Kati Fors
Kati Fors (all'anagrafe Kati Sorsa; Jyväskylä, 29 agosto 1979) è una cantante e attrice teatrale finlandese.

## Biografia
Kati Fors è salita alla ribalta nel 2000 con la sua vittoria a un concorso di canto nazionale dedicato a Toivo Kärki, che le ha fruttato il suo primo contratto discografico. Il suo album di debutto eponimo è uscito nel 2002.
Nel 2005 è stata incoronata regina al festival del tango e della musica schlager finlandese Seinäjoen Tangomarkkinat. Il suo secondo album, Tule tiukemmin kiinni, è stato pubblicato l'anno successivo.
Oltre all'attività di cantante, Kati Fors ha anche recitato in varie produzioni teatrali, attività a cui si dedica più regolarmente dal suo diploma come regista di teatro conseguito nel 2008 presso l'Università Metropolia di Scienze Applicate a Helsinki. Ha ricoperto il ruolo della protagonista femminile alla produzione Muukalaisia yössä al teatro cittadino di Seinäjoki nel 2006, e nel 2009 ha recitato come Laila Kinnunen nel musical a lei dedicato al teatro di Varkaus.

## Discografia

### Album in studio
- 2002 – Kati Fors
- 2006 – Tule tiukemmin kiinni

### Singoli
- 2001 – Jos jäät
- 2001 – Mun paratiisi
- 2001 – Mustaa vettä
- 2002 – Desperado
- 2005 – Kesä on kultainen
- 2006 – Sieluni siivet
- 2006 – Karataan
- 2008 – Ei enää